# Clube Atlético Matogrossense
El Clube Atlético Matogrossense fou un club de futbol brasiler de la ciutat de Cuiabá a l'estat de Mato Grosso.

## Història
El club va ser fundat el 1943. Fou un club destacat durant els anys 1940 i 1950, en els quals guanyà el campionat estatal cinc cops, els anys 1946, 1950, 1955, 1956 i 1957. El club desaparegué l'any 1966.

## Palmarès
- Campionat matogrossense:
  - 1946, 1950, 1955, 1956, 1957

## Estadi
El Clube Atlético Matogrossense jugava els seus partits a casa a l'Estadi Presidente Eurico Gaspar Dutra, anomenat Dutrinha. L'estadi té una capacitat per a 7.000 espectadors.